# Matching Mole (album)
Matching Mole is het eerste album van de Britse progressieve-rockband Matching Mole.

## Tracklist
1. "O Caroline"
2. "Instant Pussy"
3. "Signed Curtain"
4. "Part Of The Dance"
5. "Instant Kitten"
6. "Dedicated To Hugh, But You Weren't Listening"
7. "Beer As In Braindeer"
8. "Immediate Curtain"

## Bezetting
- Bill MacCormick (bas)
- Phil Miller (gitaar)
- Robert Wyatt (drums, zang, piano, mellotron)
- Dave Sinclair (keyboards)

Gastoptreden van:
- Dave McRae (keyboards)